# 여자 하키 월드컵
여자 하키 월드컵(Women's Hockey World Cup)은 국제 하키 연맹에서 주관하는 여자 필드하키에 대한 세계대회이다. 1974년부터 개최되고 있다. 처음에는 2~3년 간격으로 개최하였으나 1982년에 국제 여자 하키 연맹과 국제 하키 연맹이 합병하여, 1986년 대회부터 남자 하키 월드컵과 같은 해에 개최하고 있다.

## 역대 대회
| 1974년 자세히 | 망들리외라나풀   | 네덜란드       | 1–0 연장전         | 아르헨티나     | 서독              | 2–0        | 인도           |
| 1976년 자세히 | 서베를린         | 서독           | 2–0                | 아르헨티나     | 네덜란드          | 1–0        | 벨기에         |
| 1978년 자세히 | 마드리드         | 네덜란드       | 1–0                | 서독           | 아르헨티나 벨기에 | 0–0        | n/a            |
| 1981년 자세히 | 부에노스아이레스 | 서독           | 1–1 (3–1) 승부차기 | 네덜란드       | 소련              | 5–1        | 오스트레일리아 |
| 1983년 자세히 | 쿠알라룸푸르     | 네덜란드       | 4–2                | 캐나다         | 오스트레일리아    | 3–1        | 서독           |
| 1986년 자세히 | 암스텔베인       | 네덜란드       | 3–0                | 서독           | 캐나다            | 3–2 연장전 | 뉴질랜드       |
| 1990년 자세히 | 시드니           | 네덜란드       | 3–1                | 오스트레일리아 | 대한민국          | 3–2        | 잉글랜드       |
| 1994년 자세히 | 더블린           | 오스트레일리아 | 2–0                | 아르헨티나     | 미국              | 2–1        | 독일           |
| 1998년 자세히 | 위트레흐트       | 오스트레일리아 | 3–2                | 네덜란드       | 독일              | 3–2        | 아르헨티나     |
| 2002년 자세히 | 퍼스             | 아르헨티나     | 1–1 (4–3) 승부차기 | 네덜란드       | 중화인민공화국    | 2–0        | 오스트레일리아 |
| 2006년 자세히 | 마드리드         | 네덜란드       | 3–1                | 오스트레일리아 | 아르헨티나        | 5–0        | 스페인         |
| 2010년 자세히 | 로사리오         | 아르헨티나     | 3–1                | 네덜란드       | 잉글랜드          | 2–0        | 독일           |
| 2014년 자세히 | 헤이그           | 네덜란드       | 2–0                | 오스트레일리아 | 아르헨티나        | 2–1        | 미국           |
| 2018년 자세히 | 런던             | 네덜란드       | 6–0                | 아일랜드       | 스페인            | 3–1        | 오스트레일리아 |

## 같이 보기
- 올림픽 하키
- 하키 월드컵